# Рёдерауэ
Рёдерауэ (нем. Röderaue) — община в Германии, в земле Саксония. Подчиняется земельной дирекции Дрезден. Входит в состав района Риза-Гросенхайн. Подчиняется управлению Рёдерауэ-Вюлькниц.  Население составляет 2951 человек (на 31 декабря 2010 года). Занимает площадь 28,94 км².
Коммуна подразделяется на 4 сельских округа.